# Jézus Krisztus levele Abgár királyhoz
Jézus Krisztus levele Abgár királyhoz újszövetségi apokrif irat.
A 4. századi Euszebiosz történetíró beszámol egy általa látott és hitelesnek tekintett levélről, melyet állítólag Jézus írt. A történet szerint a beteg V. Abgarus edesszai király levélben arra kérte Jézust, hogy gyógyítsa meg őt. Jézus válaszában megígéri, hogy mennybemenetele után elküldi egyik tanítványát Abgárhoz.
A leveleket egyesek 4. századi hamisítványoknak tartják, melyek az edesszai szír kereszténység apostoli eredetét igyekezett bizonygatni.

## Magyarul
- Jézus Urunk levelezése Abgarus Ukkamával, Edessa királyával. A világosság atyjának kinyilatkoztatása Jakob Lorber útján; Az Ég Felhőiben, Bp., 1944 (Az Új- Kinyilatkoztatások könyvei)
- Abgár edesszai fejedelem levélváltása Jézussal (ford. Bolyki János) In: Apokrif levelek (szerk. Dörömbözi János, Adamik Tamás), Bp., Telosz, 1999, (a katalógusokban formailag hibás ISBN-nel szerepel) ISBN 963-8458-17-6, helyes ISBN 963-8458-17-8, 133–136, 186–187. o.